# فيربرويديرينغ غيل
نادي فيربرويديرينغ غيل (بالفرنسية: Koninklijke Football Club Verbroedering Geel)‏ نادي كرة قدم بلجيكي . تم تأسيس النادي في سنة 1924 ثم تم حل النادي بسبب اشهاره الإفلاس في 2008 .